# Paul von Münch
Johann Paul von Münch (* 1641 vermutlich in Meuselwitz; † 1669 in Reitzenhain bei Marienberg) war ein sächsischer Dragoner-Offizier, der einem spektakulären Mordanschlag zum Opfer fiel. Der Totenstein bei Marienberg erinnert daran.

## Lebenslauf
Als 1646 Hauptmann von Münch starb, hinterließ er vier Kinder. Paul, das jüngste Kind, wurde von
Major von Nordhaft (in anderen Quellen Nothhorst genannt) aus Meuselwitz, einem Freund des Verstorbenen, aufgenommen.
Nordhaft ließ Paul sorgfältig ausbilden, er war wie ein Vater zu ihm. Mit 16 Jahren lernte Paul von Münch Reiten und Fechten und trat mit 21 Jahren in das sächsische Heer ein (Meuselwitz gehörte damals zu Sachsen). Als Leutnant diente er in dem Marienberger Dragoner-Regiment.
Auf Drängen seines Pflegevaters verließ er Sachsen bald, um in das kaiserliche Heer einzutreten.
Er nahm 1663 und 1664 am Türkenkrieg unter Raimondo Montecuccoli teil, wurde in der Schlacht bei Mogersdorf (1. August 1664) zum Rittmeister befördert und übernahm eine Eskadron.
Im Oktober 1664 kehrte er nach Meuselwitz zurück. Dort verlobte er sich mit Anna von Nordhaft, der Tochter seines Pflegevaters.
Von 1645 bis 1648 eroberten die Türken fast die gesamte unter venezianischer Herrschaft
stehende Insel Kreta, damals „Candia“ genannt. Zur Befreiung der Insel warb Venedig Söldner an. Mönch reiste deshalb im Juni 1665 nach Wien, um sich den Söldnertruppen anzuschließen.
Als Rittmeister wurde er Chef einer Dragoner-Eskadron auf Kreta. Die venezianischen Truppen konnten sich gegen die Türken nicht durchsetzen. Mönch verließ Kreta 1668, weil er den Sieg der Türken voraussah. Auf der Heimreise nach Meuselwitz erkrankte er, was zu einem längeren Aufenthalt in Wien führte.
Im April 1669 reist er durch Böhmen weiter bis Sebastiansberg (heute:  Hora Svatého Šebestiána).
Dort traf er 4 österreichische Offiziere, denen er sich anschloss:
Leutnant Hans Bayer, Kapitänleutnant Christoph Richter, Oberwachtmeister Wilhelm von Haitmar und Hauptmann Ritter von P.
Gleich nach der Grenze zu Sachsen, bei Reitzenhain erschossen die Österreicher ihn am 23. April 1669.
Sein Diener Philipp Schiller konnte entkommen und flüchtete zu Fuß nach Wolkenstein. Der Wolkensteiner Amtmann ritt sofort nach Reitzenhain, konnte dort aber nur noch die völlig ausgeplünderte Leiche von Münch finden.
Er wurde am 2. Mai 1669 in Meuselwitz beerdigt. Die Mörder konnten bereits 13 Tage nach dem Mord im Gasthaus Stern in Eisenach verhaftet werden. Drei der Angeklagten wurden gefoltert und anschließend zu Tode gerädert bzw. enthauptet, Ritter von P. (sein Nachname wurde nicht veröffentlicht, weil er zum Adel gehörte) blieb unbehelligt.
Zur Erinnerung an diesen Mordfall steht im Wald, nördlich von Reitzenhain, der Totenstein (Lage).

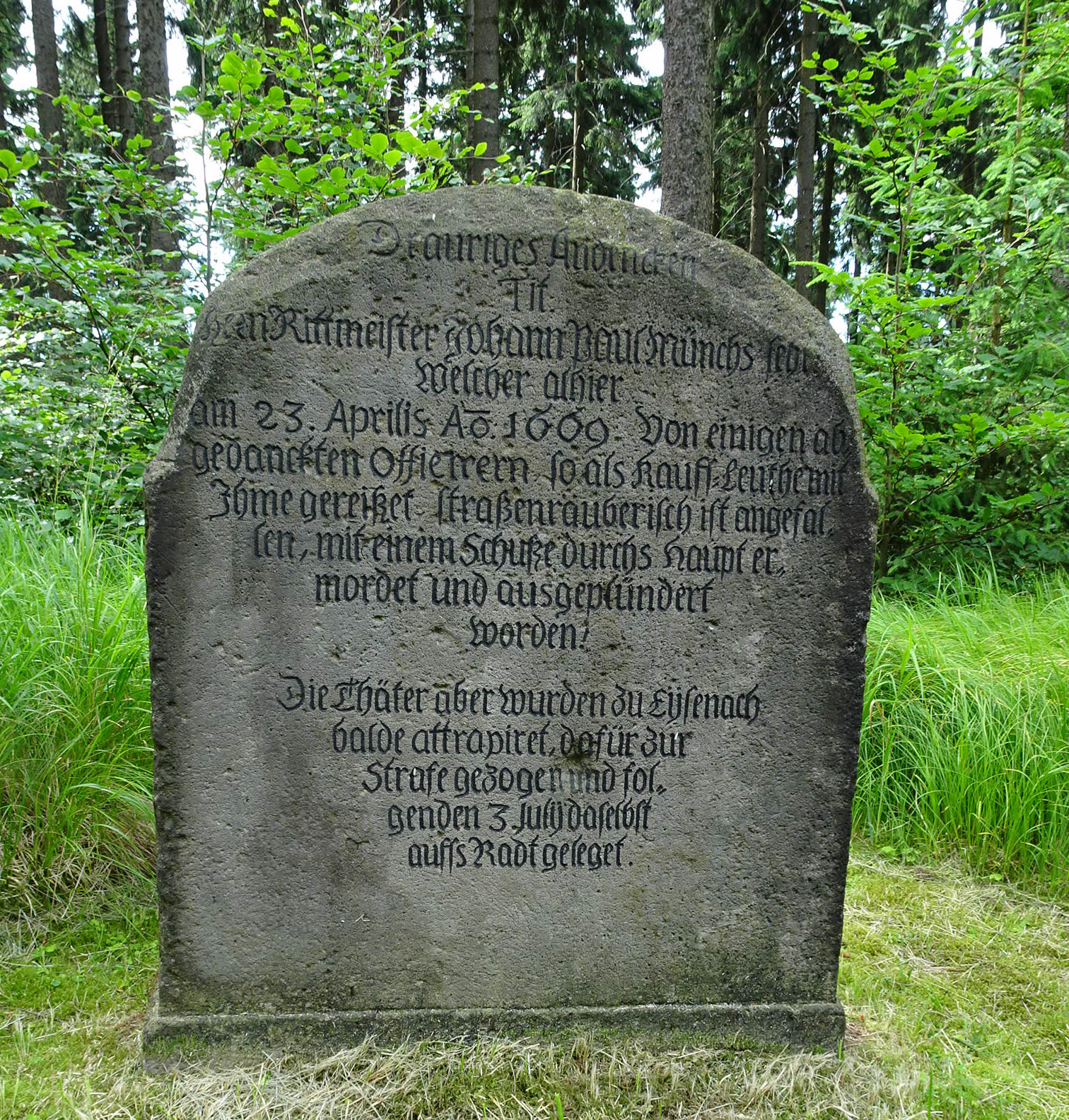
Totenstein
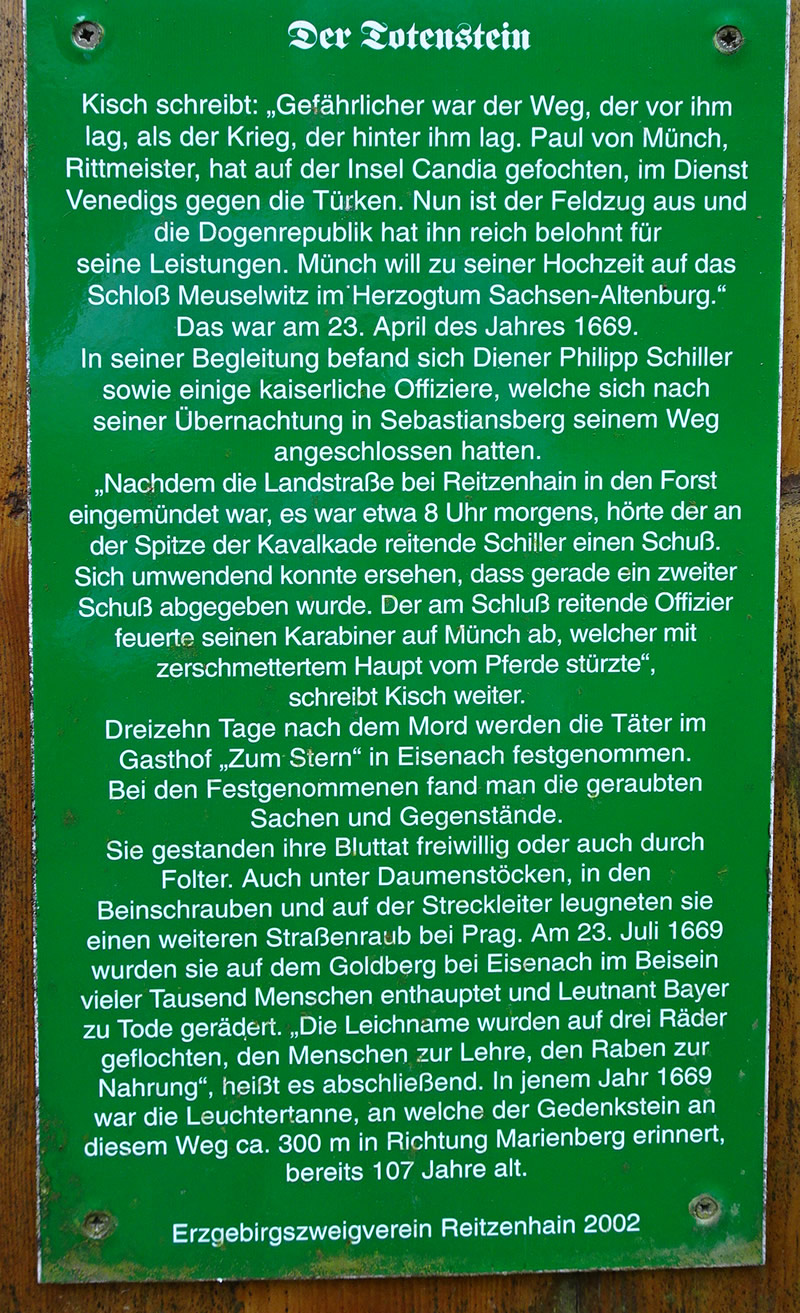
Infotafel zur Ermordung Paul von Münch